# Mangifera altissima
Mangifera altissima är en sumakväxtart som beskrevs av Francisco Manuel Blanco. Mangifera altissima ingår i släktet Mangifera och familjen sumakväxter. IUCN kategoriserar arten globalt som sårbar. Inga underarter finns listade i Catalogue of Life.